# Cătălin Ioan Nechifor
Cătălin Ioan Nechifor (ur. 18 lutego 1974 w Vatra Dornei) – rumuński polityk, parlamentarzysta krajowy i europejski.

## Życiorys
Ukończył w 1997 inżynierskie studia informatyczne na Wydziale Elektrycznym Uniwersytetu w Suczawie. Kształcił się następnie w zakresie administracji publicznej i nauk politycznych.
Pracę zawodową rozpoczął w 1993 w koncernie The Coca-Cola Company, w 1996 był dyrektorem regionalnym w PepsiCo. Później stał na czele spółki prawa handlowego, m.in. z branży hotelarskiej. Od 2000 do 2007 był dyrektorem generalnym w okręgu Suczawa. W 2002 wstąpił do Partii Socjaldemokratycznej.
W listopadzie 2007 w powszechnych wyborach z listy PSD uzyskał mandat posła do Parlamentu Europejskiego. Był członkiem grupy socjalistycznej oraz Komisji Budżetowej.
Z PE odszedł w grudniu 2008 w związku z wyborem do Izby Deputowanych. Od 2012 do 2016 zarządzał okręgiem Suczawa, w 2016 ponownie uzyskał mandat poselski. W trakcie kadencji przeszedł do ugrupowania PRO Rumunia.